# Austräsket
Austräsket är en sjö i Sorsele kommun i Lappland och ingår i Umeälvens huvudavrinningsområde. Sjön har en area på 0,636 kvadratkilometer och ligger 338,1 meter över havet. Austräsket ligger i Vindelälven Natura 2000-område.

## Delavrinningsområde
Austräsket ingår i det delavrinningsområde (726312-159508) som SMHI kallar för Utloppet av Austräsket. Medelhöjden är 340 meter över havet och ytan är 2,11 kvadratkilometer. Det finns inga avrinningsområden uppströms utan avrinningsområdet är högsta punkten. Vattendraget som avvattnar avrinningsområdet har biflödesordning 4, vilket innebär att vattnet flödar genom totalt 4 vattendrag innan det når havet efter 284 kilometer. Avrinningsområdet består mestadels av skog (67 procent). Avrinningsområdet har 0,59 kvadratkilometer vattenytor vilket ger det en sjöprocent på 27,9 procent.